# Hög (fornlämning, Ås)
Högen i Ås är en gravhög i Grästorps kommun.  Den är i närmast rund, cirka 60 x 55 meter  i diameter och cirka 2,5 meter hög. 
Ås kyrka och hög är belägna några km norr om Grästorp. Ån Nossan flyter ut i Vänern en bit åt öster. Kyrkan var tidigare moderkyrka i Åse härad. Jordaboken kallade kyrkan Ås Gäll. I trakten lär tidigare ha funnits en kungsgård, vars exakta läge är okänt. Kyrkan med gravkullen omflytes av en av Lannaåns meanderslingor. Vid grävning under kyrkan påträffades ett ljunglager på omkring två meters djup, varför kullen kan antas vara en hög anlagd av människor.
Högen har en flack välvning med en närmast plan ovansida. Högen har en otydlig begränsning. Den är belägen på en kyrkogård med gravar vilket gör att markytan är helt omgrävd och den ursprungliga ytan kan inte urskiljas någonstans. På högen är Ås kyrka, I högens övre del finns gravlämningar från sen tid. På högen står också en klockstapel, intill och SV om kyrkan. I samband med en provgrävning i högen under september 1982 påträffades på cirka 2,5 meter djup i högen en stenpackning ovanpå ett lager med rester av ljung. I detta lager påträffades sot, kol och aska, brända ben samt tre eldpåverkade järnnitar. Geoteknisk undersökning i mars 2020.